# Élections générales de 2019 à Gibraltar
Les élections législatives de 2019 à Gibraltar se tiennent le 17 octobre 2019 afin de renouveler les 17 membres du Parlement de Gibraltar pour un mandat de quatre ans. Initialement prévues à une date indéterminée en fin d'année, les élections sont légèrement anticipées afin d'avoir lieu avant la date du Brexit, alors fixé au 31 octobre 2019, et avant les élections anticipées en Espagne, fixée au 10 novembre.
L'alliance social-libérale du Parti travailliste-socialiste (centre-gauche) et du Parti libéral conserve la majorité absolue des sièges. Son dirigeant Fabian Picardo demeure ainsi ministre-en-chef. Le scrutin voit notamment l'émergence d'un nouveau parti représenté à la chambre - Ensemble Gibraltar, qui obtient un siège - pour la première fois depuis 1992.

## Système électoral
Le Parlement de Gibraltar est composé de 17 sièges pourvus tous les quatre ans au scrutin majoritaire plurinominal dans une unique circonscription électorale couvrant le territoire de la péninsule. Il s'agit d'un système dit de vote limité : chaque électeur ne dispose que de dix voix, qu'il peut répartir aux candidats de son choix en cochant leurs noms sur un bulletin de vote unique, à raison d'une seule voix pour chacun d'entre eux. Les partis politiques regroupent les noms de leurs dix candidats sur le bulletin de vote et encouragent leurs électeurs à effectuer un vote groupé pour chacun de leurs candidats, mais les électeurs peuvent toujours avoir recours au panachage entre candidats de différents partis. Le nombre de voix limité à dix pousse les partis à ne pas proposer plus de dix candidats afin d'éviter une dispersion des voix. Aucun parti n'obtient ainsi seul plus de dix députés sur les dix sept composant le parlement.

## Forces en présence
| Parti | Parti | Idéologie                               | Chef de file                      | Résultats en 2015          |
| ----- | --- | --------------------------------------- | --------------------------------- | -------------------------- |
|       | GSLP-Alliance libérale - Parti travailliste-socialiste de Gibraltar (GSLP) - Parti libéral de Gibraltar (LIBS) | Centre gauche Social-démocratie         | Fabian Picardo (Ministre en chef) | 68,4 % des voix 10 députés |
|       | Sociaux-démocrates de Gibraltar (GSD) Gibraltar Social Democrats                                               | Centre droit Conservatisme              | Keith Azopardi                    | 31,6 % des voix 7 députés  |
|       | Ensemble Gibraltar (TG) Together Gibraltar                                                                     | Extrême centre Progressisme, écologisme | Marlene Hassan Nahon              | Nouveau                    |

## Sondages
| Date            | Institut | Alliance         | GSD             | TG             | Autres | Indécis |
| --------------- | -------- | ---------------- | --------------- | -------------- | ------ | ------- |
| Date            | Institut |                  |                 |                | Autres | Indécis |
| 28 mars 2018    | GBC      | 36 %             | 16 %            | 6 %            | 3 %    | 39 %    |
| 2 janvier 2019  | Panorama | 56 %             | 25 %            | 19 %           | -      | -       |
| 15 octobre 2019 | GBC      | 54 % (10 sièges) | 28 % (6 sièges) | 17 % (1 siège) | 1 %    | -       |

## Résultats
Chaque électeur disposant de dix voix, le nombre de ces dernières est largement supérieur au nombre de bulletins de vote.

### Par partis
|                          |                                       |                                                   |         |       |       |               |               |  |  |
| Parti                    | Parti                                 | Parti                                             | Voix    | %     | +/-   | Sièges        | +/-           |  |  |
|                          |                                       | Parti travailliste-socialiste de Gibraltar (GSLP) | 58 576  | 37,00 | 10,83 | 7             | en stagnation |  |  |
|                          | Parti libéral de Gibraltar (GLP)      | 24 546                                            | 15,50   | 5,11  | 3     | en stagnation |               |  |  |
| GSLP-Alliance libérale   | GSLP-Alliance libérale                | 83 122                                            | 52,50   | 15,94 | 10    | en stagnation |               |  |  |
|                          | Sociaux-démocrates de Gibraltar (GSD) | Sociaux-démocrates de Gibraltar (GSD)             | 40 453  | 25,55 | 6,01  | 6             | 1             |  |  |
|                          | Ensemble Gibraltar (TG)               | Ensemble Gibraltar (TG)                           | 32 455  | 20,50 | Nv    | 1             | 1             |  |  |
|                          | Indépendants                          | Indépendants                                      | 2 298   | 1,45  | Nv    | 0             | en stagnation |  |  |
| Total des voix           | Total des voix                        | Total des voix                                    | 158 328 | 100   |       |               |               |  |  |
|                          |                                       |                                                   |         |       |       |               |               |  |  |
| Votes valides            | Votes valides                         | Votes valides                                     | 16 767  | 97,85 |       |               |               |  |  |
| Votes blancs et nuls     | Votes blancs et nuls                  | Votes blancs et nuls                              | 368     | 2,15  |       |               |               |  |  |
| Total des votants        | Total des votants                     | Total des votants                                 | 17 135  | 100   | –     | 17            | en stagnation |  |  |
| Abstentions              | Abstentions                           | Abstentions                                       | 7 054   | 29,16 |       |               |               |  |  |
| Inscrits / participation | Inscrits / participation              | Inscrits / participation                          | 24 189  | 70,84 |       |               |               |  |  |

### Par candidat
| Nom | Nom                  | Parti | Voix  | Élu ? |
| --- | -------------------- | ----- | ----- | ----- |
|     | Fabian Picardo       | GSLP  | 9 961 | Oui   |
|     | Joseph Garcia        | GLP   | 9 672 | Oui   |
|     | John Cortes          | GSLP  | 9 003 | Oui   |
|     | Albert Isola         | GSLP  | 8 502 | Oui   |
|     | Joe Bossano          | GSLP  | 8 374 | Oui   |
|     | Gilbert Licudi       | GSLP  | 8 293 | Oui   |
|     | Steven Linares       | GLP   | 7 718 | Oui   |
|     | Paul Balban          | GSLP  | 7 251 | Oui   |
|     | Samantha Sacramento  | GSLP  | 7 192 | Oui   |
|     | Vijay Daryanani      | GLP   | 7 156 | Oui   |
|     | Marlene Hassan Nahon | TG    | 5 639 | Oui   |
|     | Damon Bossino        | GSD   | 4 868 | Oui   |
|     | Daniel Feetham       | GSD   | 4 842 | Oui   |
|     | Keith Azopardi       | GSD   | 4 711 | Oui   |
|     | Roy Clinton          | GSD   | 4 342 | Oui   |
|     | Elliott Phillips     | GSD   | 4 165 | Oui   |
|     | Edwin Reyes          | GSD   | 3 840 | Oui   |
|     | Craig Sacarello      | TG    | 3 805 | Non   |
|     | Freddie Ballester    | GSD   | 3 681 | Non   |
|     | Joëlle Ladislaus     | GSD   | 3 484 | Non   |
|     | Trevor Hammond       | GSD   | 3 451 | Non   |
|     | Siân Jones           | TG    | 3 345 | Non   |
|     | John Montegriffo     | TG    | 3 158 | Non   |
|     | Orlando Yeats        | GSD   | 3 069 | Non   |
|     | Kamlesh Daswani      | TG    | 3 035 | Non   |
|     | Neil Samtani         | TG    | 2 889 | Non   |
|     | Daniel Ghio          | TG    | 2 780 | Non   |
|     | Erika Pozo           | TG    | 2 640 | Non   |
|     | Jackie Anderson      | TG    | 2 619 | Non   |
|     | Tamsin Suarez        | TG    | 2 545 | Non   |
|     | Robert Vasquez       | IND   | 1 460 | Non   |
|     | John Pons            | IND   | 838   | Non   |